# تپه قلعه برنجی
تپه قلعه برنجی مربوط به سده‌های متاخر دوران‌های تاریخی پس از اسلام است و در شهرستان راسک، بخش پیشین، دهستان جکیگور، ۳ کیلومتری شرق روستای بافتان واقع شده و این اثر در تاریخ ۲۷ اسفند ۱۳۸۷ با شمارهٔ ثبت ۲۶۵۲۵ به‌عنوان یکی از آثار ملی ایران به ثبت رسیده است.